# Rogelio Domínguez
Rogelio Antonio Domínguez López (9 de março de 1931 — 23 de julho de 2004) foi um futebolista argentino que competiu na Copa do Mundo FIFA de 1962.

## Carreira
Nascido no bairro de Parque Centenario em Buenos Aires em 9 de Março de 1931. No final de 1945, quando tinha 14 anos, ele é descoberto na final do torneio intercolegial na cidade de Buenos Aires pelo ex-jogador do River Plate, Carlos Peucelle. Apesar de Dominguez ainda não ter idade suficiente para entrar nas divisões de base, ele é persuadido por Peucelle a começar a treinar no River Plate; tornando-se parte das divisões de base a partir de março de 1946.
Com 17 anos, ele foi contratado pelo Racing Club de Avellaneda. No início de 1951, ele estreou na Campeonato Argentino com 21 anos. Ele foi consagrado como um membro da equipe que foi coroado como o primeiro tricampeão da história do futebol argentino.
Aos 24 anos, ele fez sua estréia na Seleção Argentina, na qual jogou entre 1951 e 1963.
Depois de ser coroado campeão com a Argentina no Campeonato Sul-Americano em 1957 aos 26 anos, Domínguez se transferiu para o Real Madrid para jogar com o seu compatriota Di Stefano. Depois de ser multi-campeão com o lendário Real Madrid, ele retorna para a Argentina no início de 1962, ingressando no River Plate, onde por duas temporadas foi reserva de Amadeo Carrizo Raul. 
Nesse mesmo ano, ele participou da Copa do Mundo de 1962, jogando no jogo contra a Hungria, que terminou 0-0.
Depois de 20 anos de carreira, ele se aposentou perto de seus 40 anos em 1970.

## Títulos
- Campeonato Argentino: 1951
- La Liga: 1957-1958, 1960-1961 e 1961-1962
- Liga dos Campeões: 1958, 1959 e 1960[3]
- Copa Intercontinental: 1960
- Copa América: 1957